# Улица Калинина (Санкт-Петербург)
Улица Кали́нина — улица в Кировском районе Санкт-Петербурга. Проходит от реки Таракановки до Соединительной линии железной дороги. Дальше улица продолжается на территории Кировского завода.
Улица является продолжением Лифляндской улицы. Их соединяет Молвинский мост через реку Таракановку.

## История
На участке к северу от пересечения улицы Калинина с Западным скоростным диаметром, за забором на территории ЗАО «Балтэлектро» в XVIII веке располагался дворец старшей дочери Петра I Анны Петровны Анненгоф.
Ранее вдоль этой улицы располагалась Волынкина деревня, и дома нумеровались по ней.
В 1924 году Волынкину деревню переименовали в улицу Калинина — в честь М. И. Калинина (прижизненно), который проживал в этом районе (на Петергофском шоссе) в 1896—1899 и 1905 годах.

## Примечательные здания и сооружения
Застройка вдоль улицы Калинина преимущественно промышленная. Жилые дома расположены только на чётной стороне — между рекой Таракановкой и Кемеровской улицей. Здания в начале улицы — бывшие жилые дома Екатерингофской бумагопрядильной мануфактуры, построенные в первой трети XIX века.
На улицу выходит сад Молво (между рекой Таракановкой и домом № 2 корпус 1).
На участке улицы от её начала до улицы Трефолева ходит трамвай (маршрут № 41) и автобус (маршрут № 269)
- Дома № 6—8 — строения принадлежат к бывшей усадьбе купца и крупного благотворителя Прокопия Пономарева[4]. В доме 8 расположен медицинский университет — частное учреждение образовательная организация высшего образования Университет «Реавиз»[5].
- Дом № 10 был построен в 1880 году и перестроен в советское время с переоформлением фасадов[6].
- Дом 22 — автономная некоммерческая организация дополнительного профессионального образования «Учебный комбинат».
- Дом 34 — отряд пограничного контроля Санкт-Петербурга.

## Фотогалерея

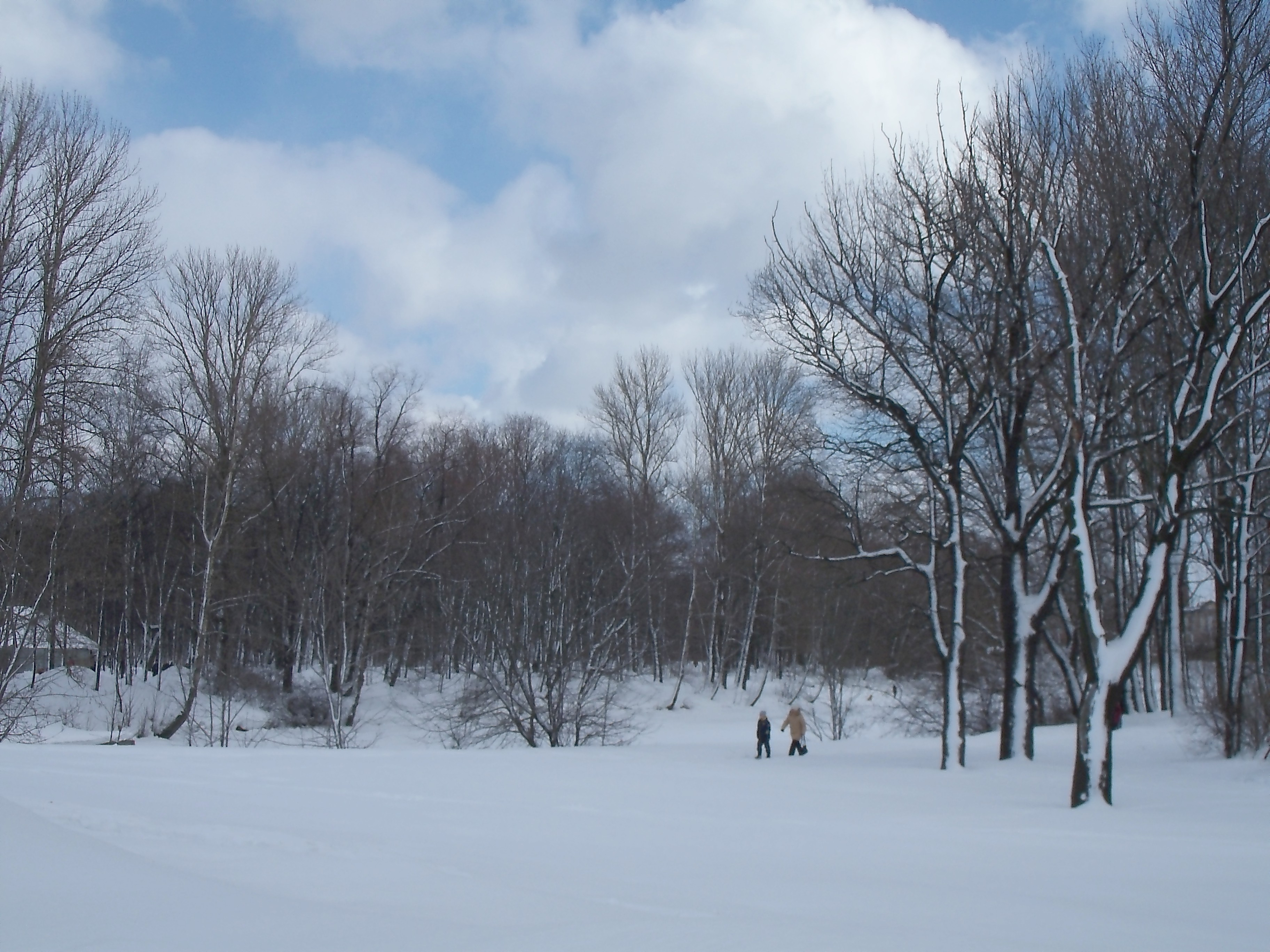
Начало улицы (сад Молво и парк Екатерингоф, разделенные Таракановкой)
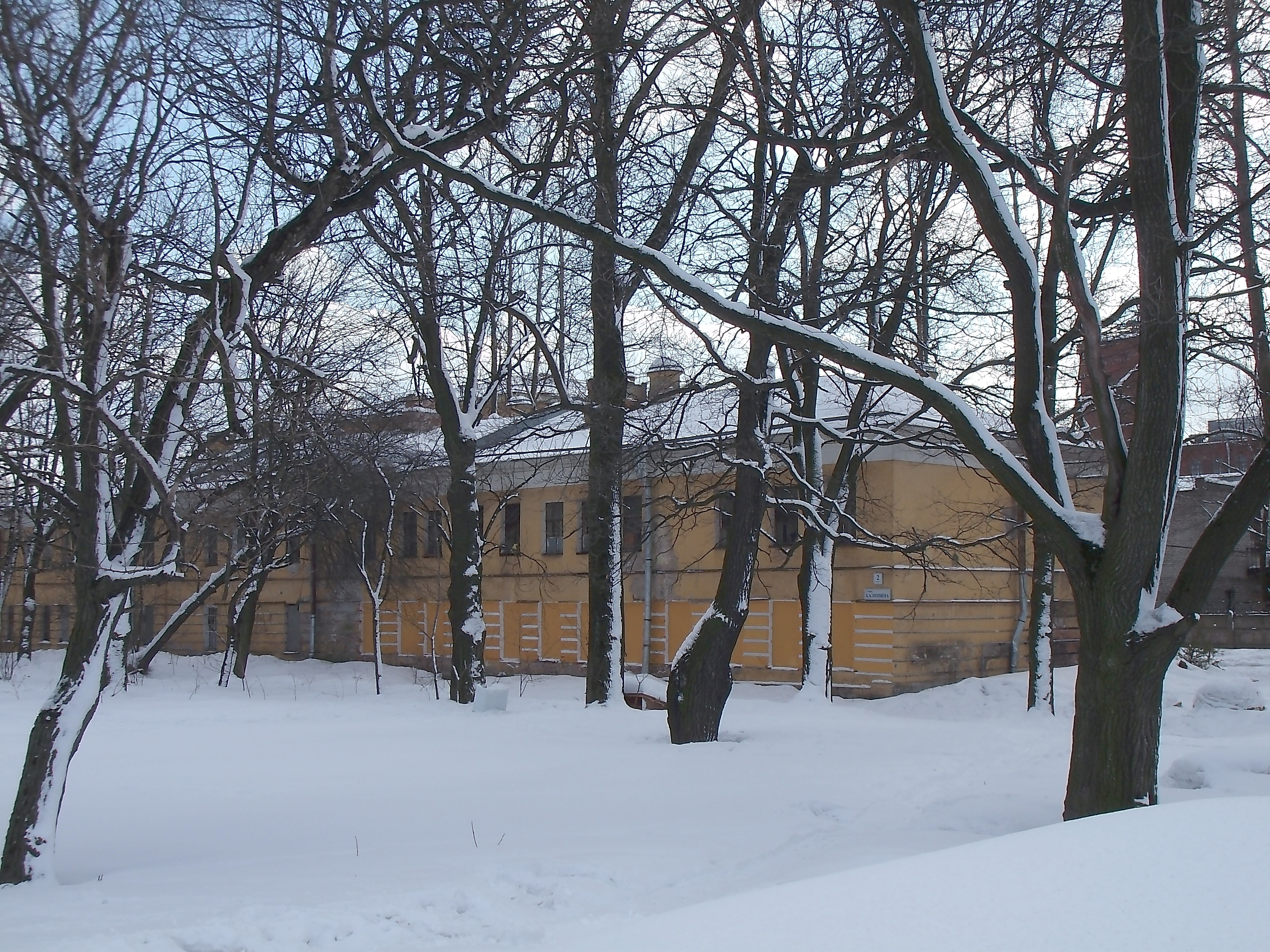
Дом № 2
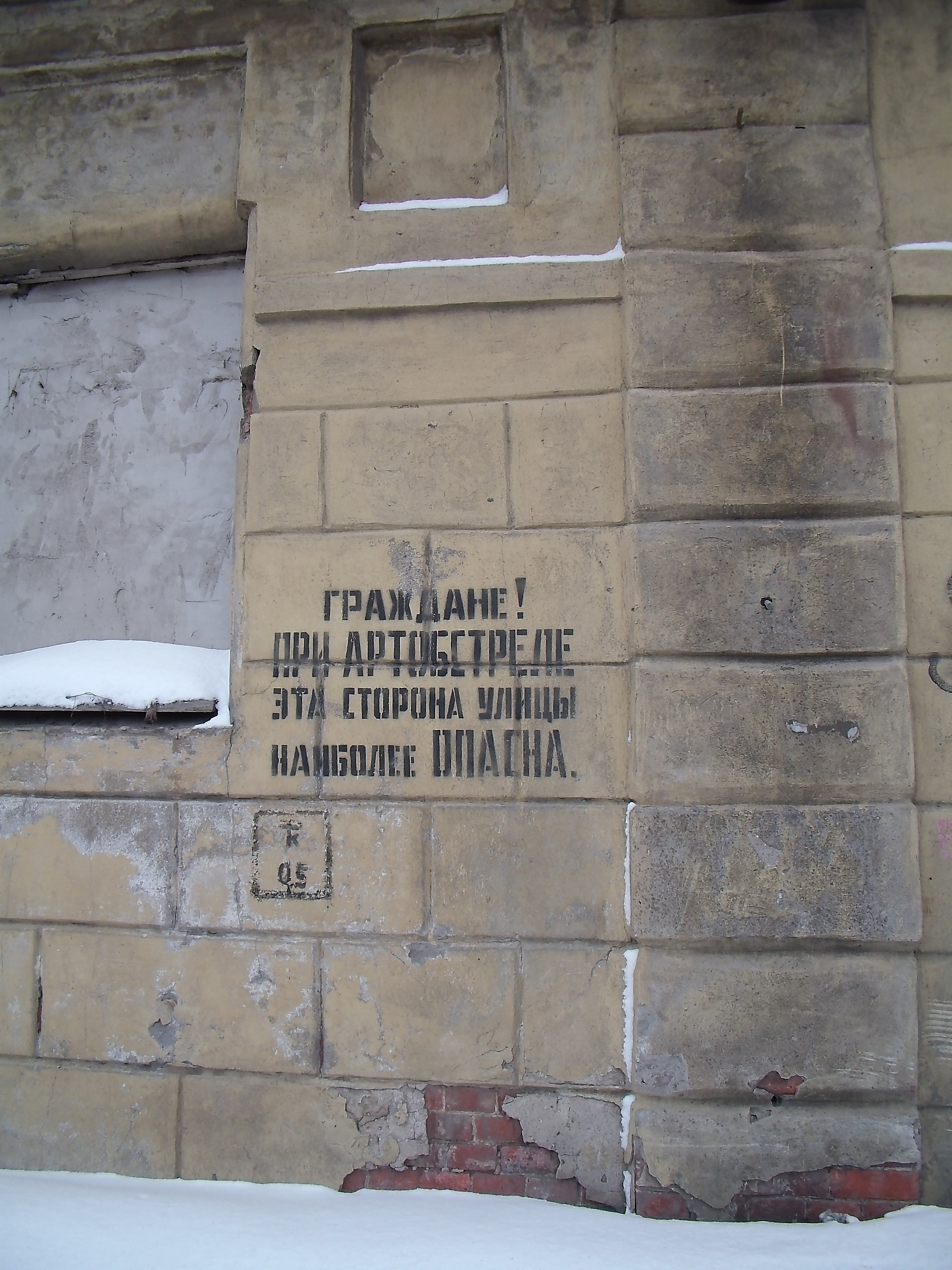
Граждане! При артобстреле эта сторона улицы наиболее опасна. Надпись сделана для съемок фильма
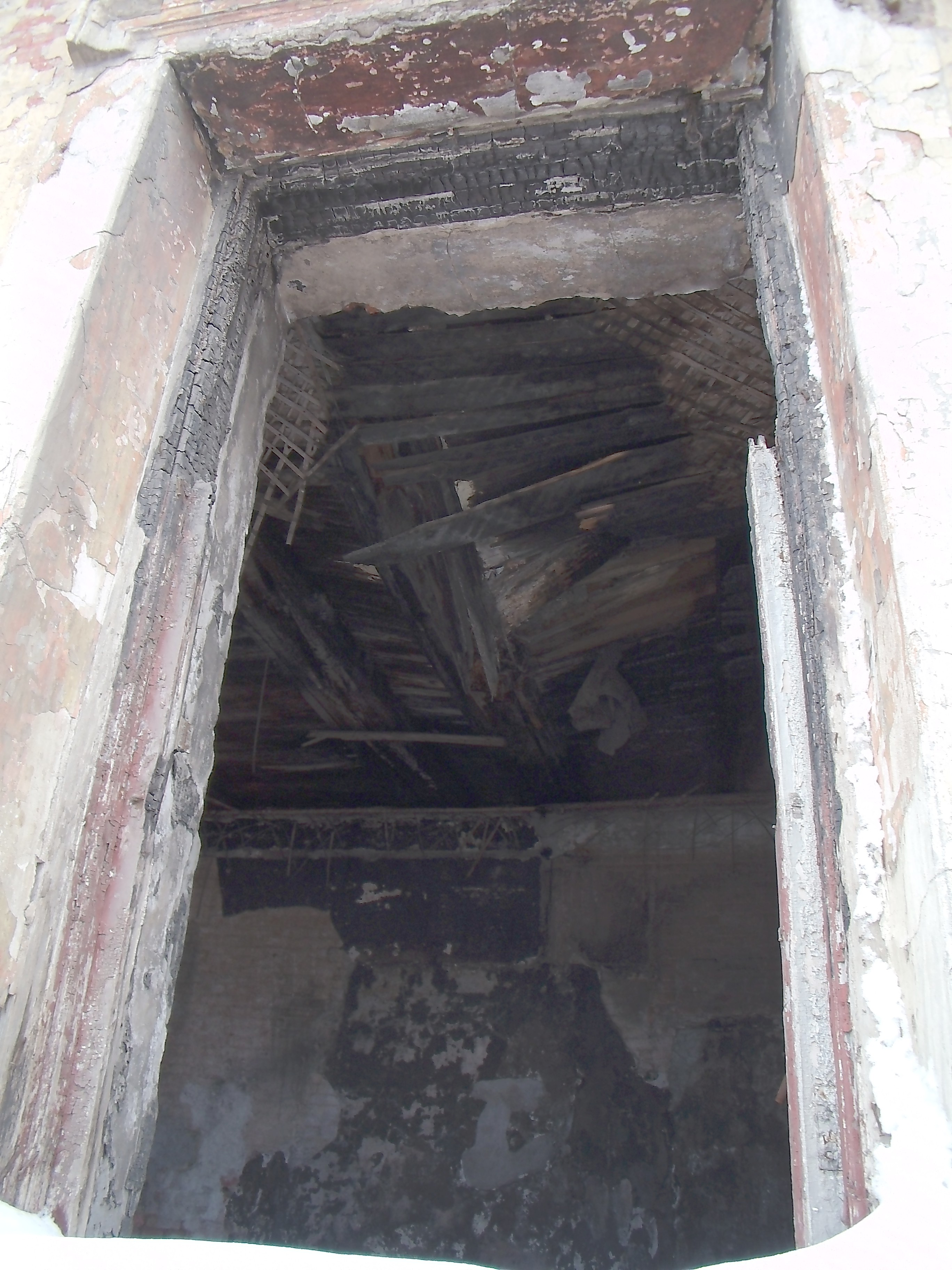
Дом № 4а
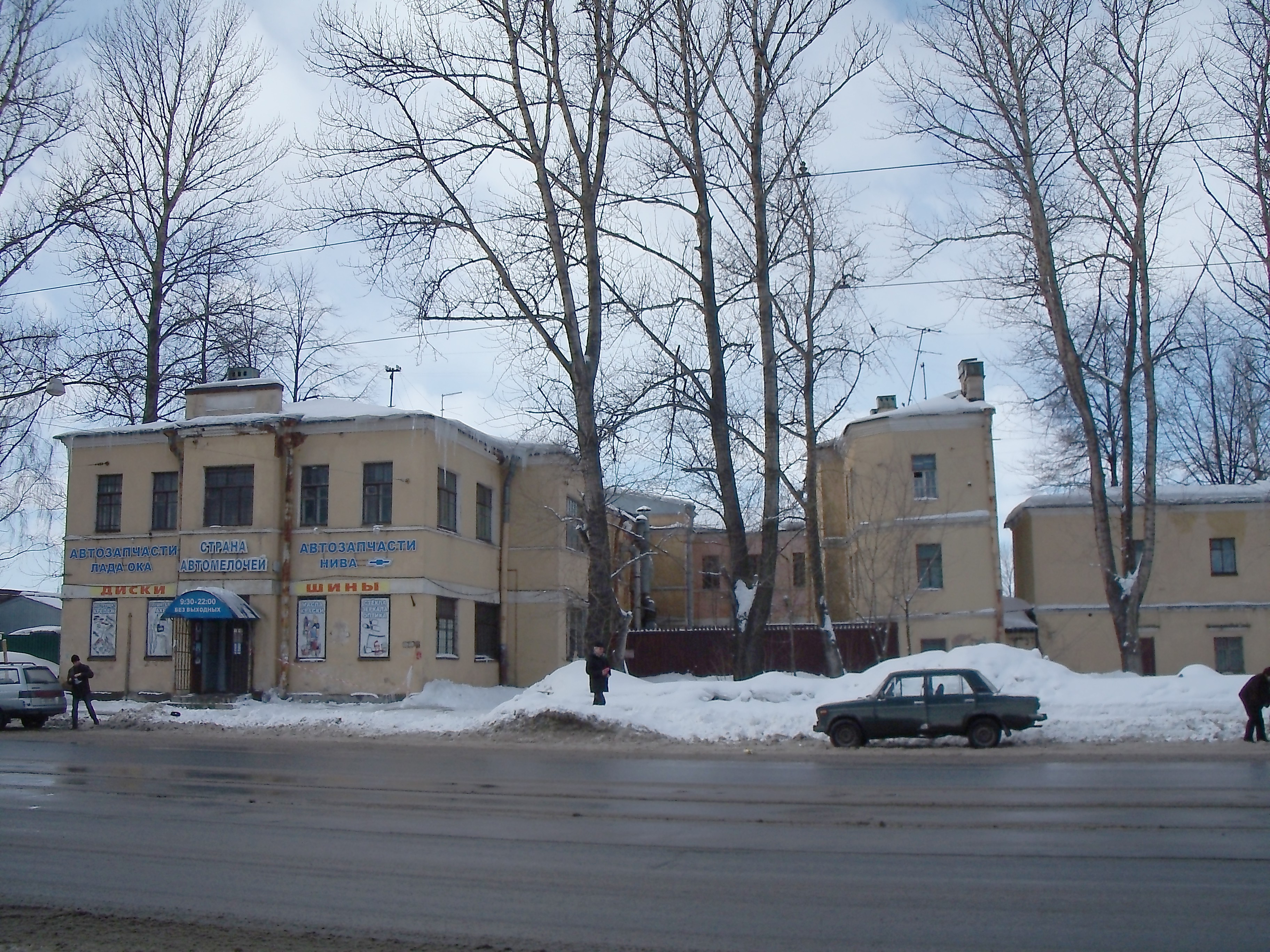
Дом № 5
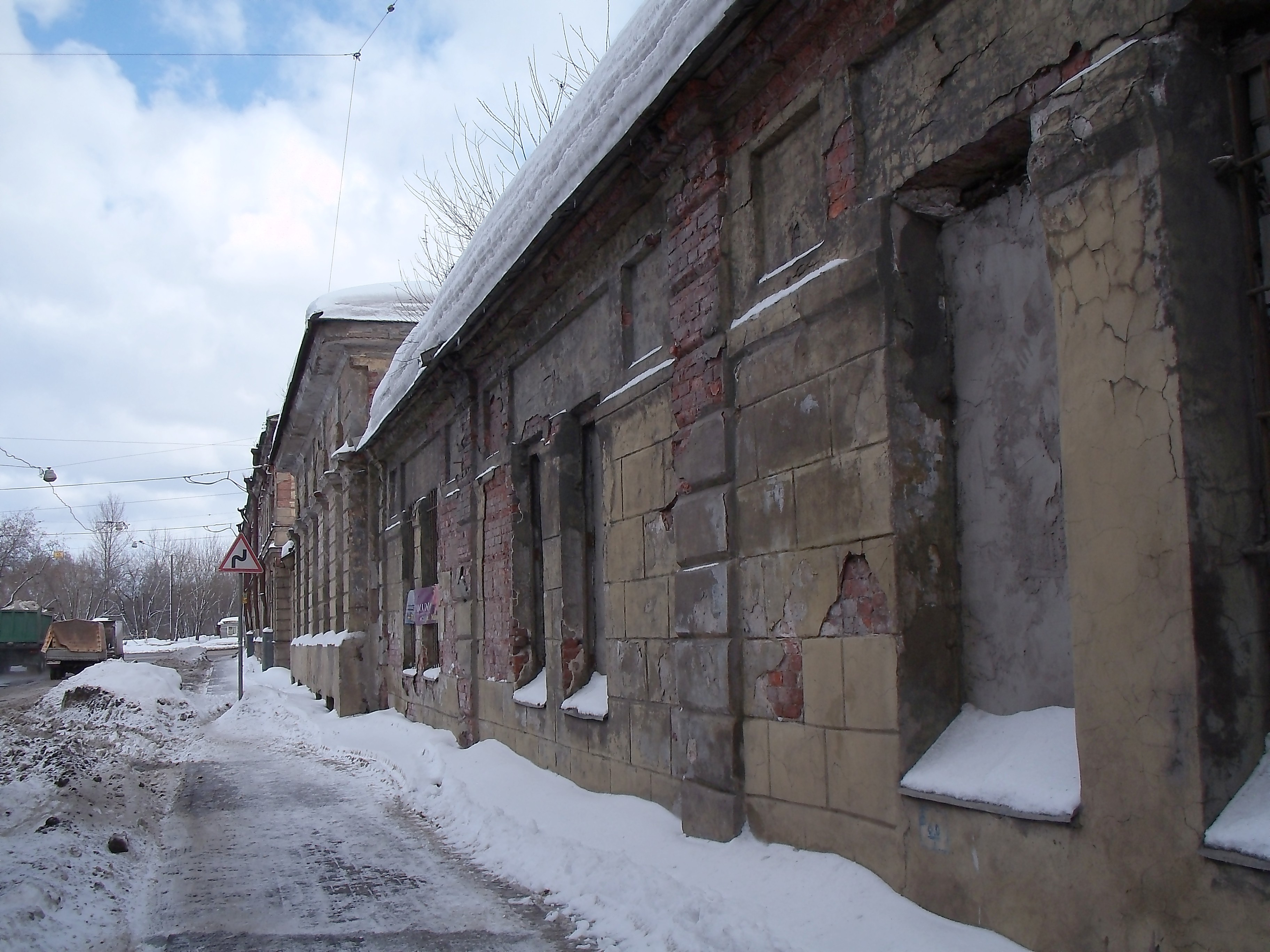
Дома № 6 и 4а
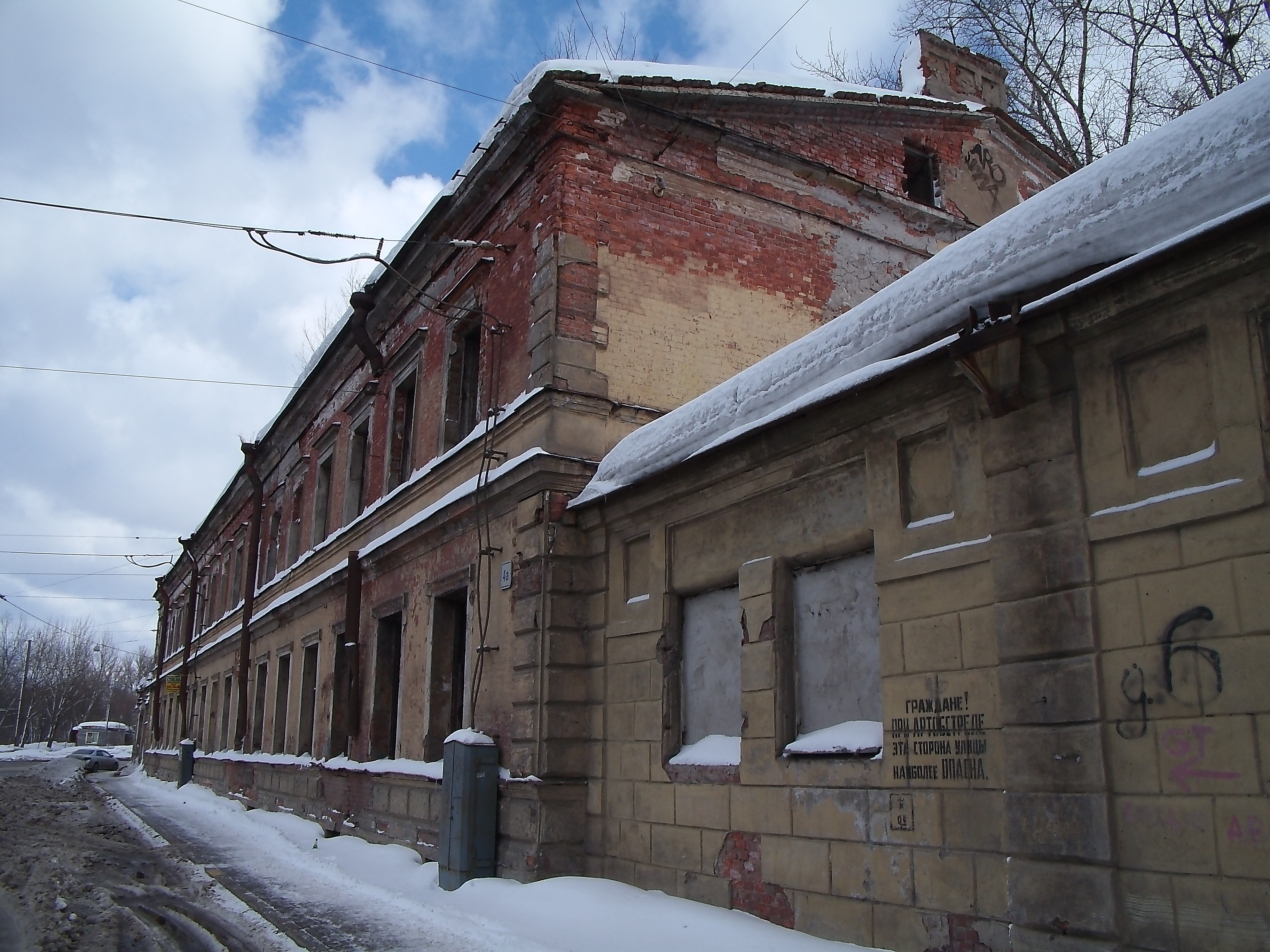
Дома № 6 и 4а
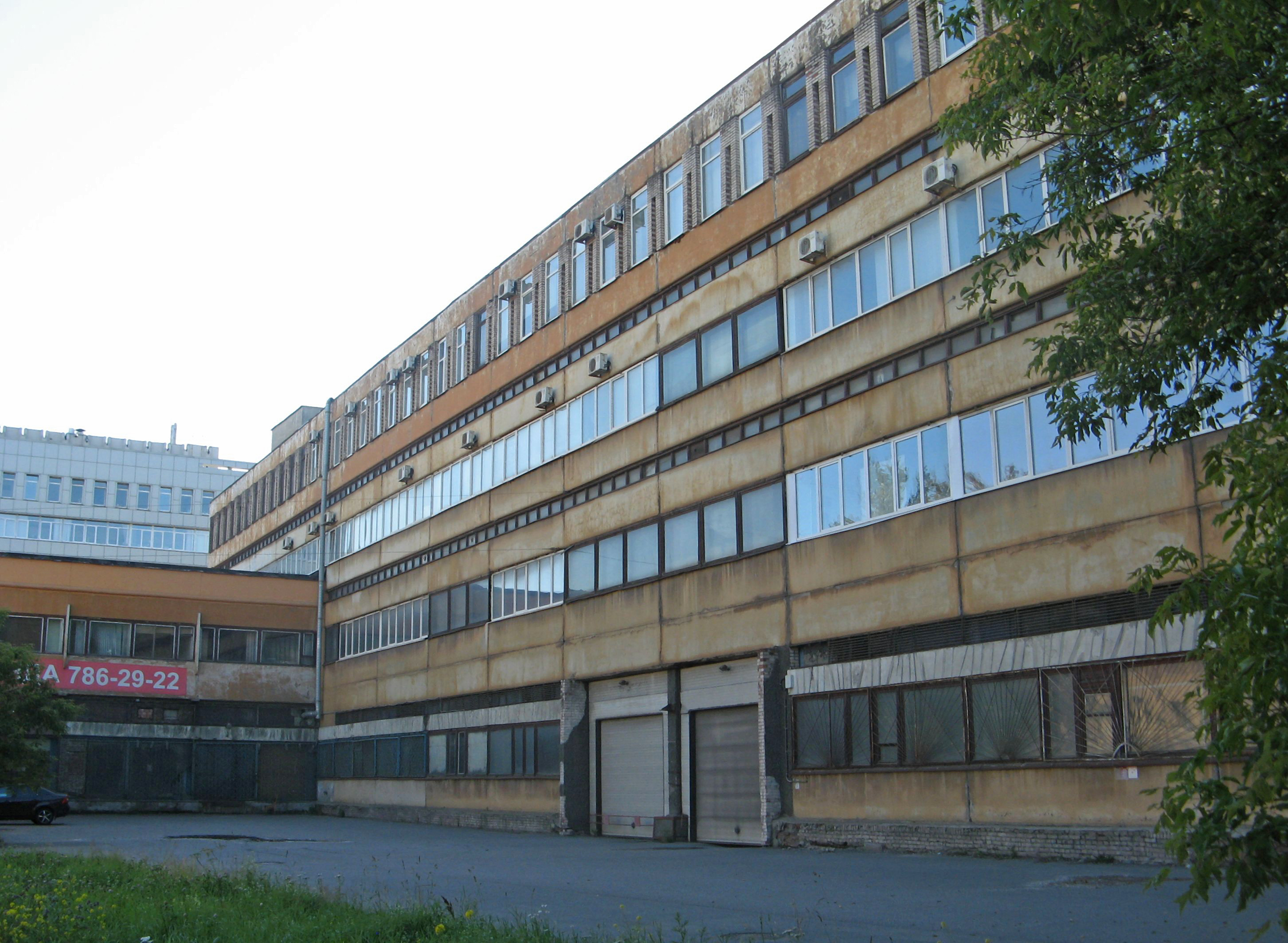
Дом № 13